# Ольманы (Столинский район)
Ольманы (бел. Альма́ны) — деревня в Столинском районе Брестской области Беларуси. Входит в состав Стружского сельсовета.

## География
Расположена в 260 км на восток от Бреста, в 20 км на юго-восток от Столина, в 14 км на юго-восток от Струга, на запад от ландшафтного заказника Ольманские болота.

## Этимология
Альман (Alman) — имя германского происхождения. Именная основа ал- (имена литвинов Альбут, Алигут, Аламунт; германские имена Albot, Algut, Alamunt) происходит от готского alls 'весь, каждый', а основа -ман- (имена литвинов Мангерд, Дерман, Есьман; германские имена Mangerðr, Derman, Esmann) — от готского manna, германского man 'челавек'.

## Население

### Численность
- 2009 год — 1 041 человек

### Динамика
- 1909 год — 651 человек[6]
- 1999 год — 1 171 человек (перепись населения)
- 2009 год — 1 041 человек (перепись населения)

## Культура
- Дом культуры
- Музей ГУО «Ольманская средняя школа»

## Достопримечательность
- Деревянная Воскресенская церковь (1888—1893)[7]. Православный храм. Расположен в центре деревни. Ретроспективно-русский стиль.
- Протестантская церковь (после 1990)
- Военный мемориал

## Галерея
- Воскресенская церковь
- Воскресенская церковь
- Военный мемориал